# Lychgate

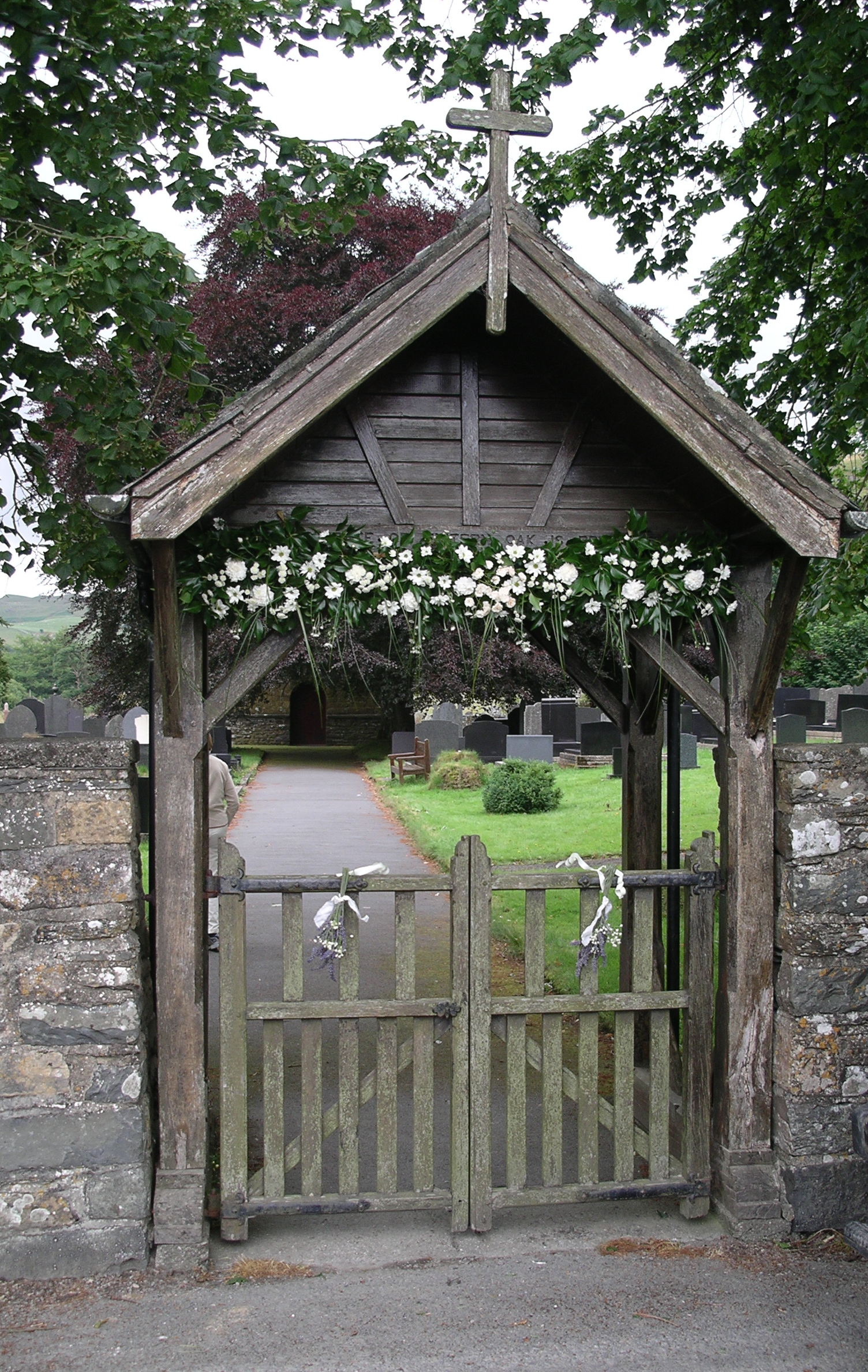
Un lychgate nel Ceredigion, decorato per un matrimonio.

Un lychgate (o anche corpse gate) è un tipo particolare di cancello posto all'ingresso dei cimiteri tipicamente inglesi.

## Descrizione

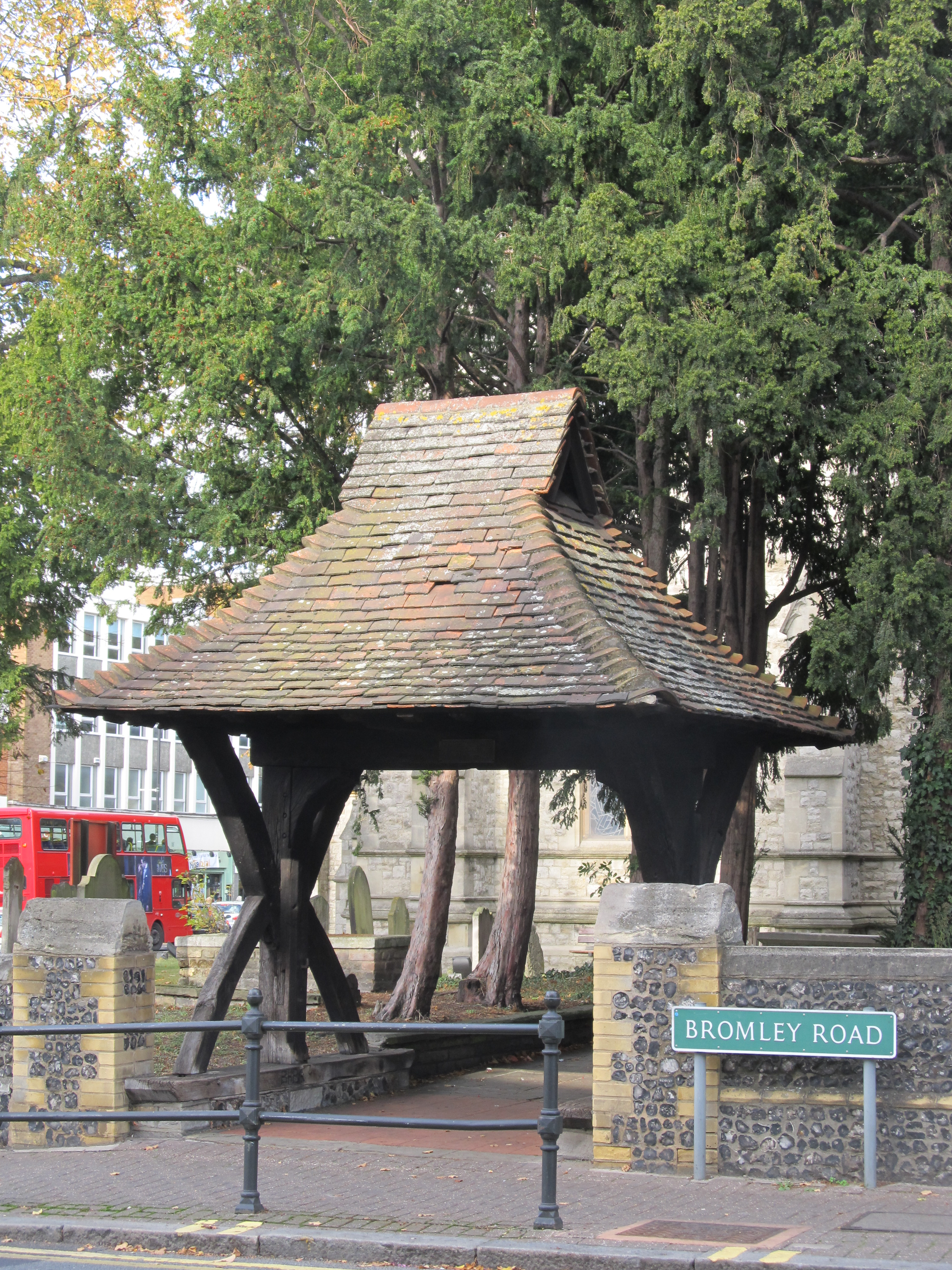
Il lychgate di Beckenham, probabilmente il più antico d'Inghilterra.

Il lychgate consiste sostanzialmente in una struttura a portico costruita sopra ad un cancello. La forma più comune di lychgate è quella di un semplice capanno composto da un tetto con due lati a frontone, coperto di tegole o di paglia per tetti. Il tetto è in genere costituito da quattro o sei pali quadrati, disposti a pianta rettangolare: i pali in cima si biforcano per sostenere il tetto, solitamente spiovente. Si possono trovare anche lychgate più insoliti: a Berrynarbor, nel Devon, ve n'è uno a forma di croce, mentre a Troutbeck, nel Westmorland, vi sono tre lychgate per un cimitero solo.
Durante i funerali, era consuetudine far sostare il feretro col defunto sotto al lychgate, e la prima parte della cerimonia veniva officiata dal sacerdote sotto ad esso. Fungeva anche da luogo di riposo per i portatori del feretro.
La maggioranza dei lychgate venne costruita attorno al XV secolo, sebbene fossero già presenti nel VII secolo. Pochi degli antichi lychgate sopravvivono al giorno d'oggi, in quanto erano perlopiù realizzati in legno: il più antico attualmente esistente è forse quello della chiesa di San Giorgio di Beckenham. Alcuni lychgate sono stati costruiti appositamente per celebrare l'inizio del III millennio, come quello di Lenton, nel Lincolnshire.

## Etimologia

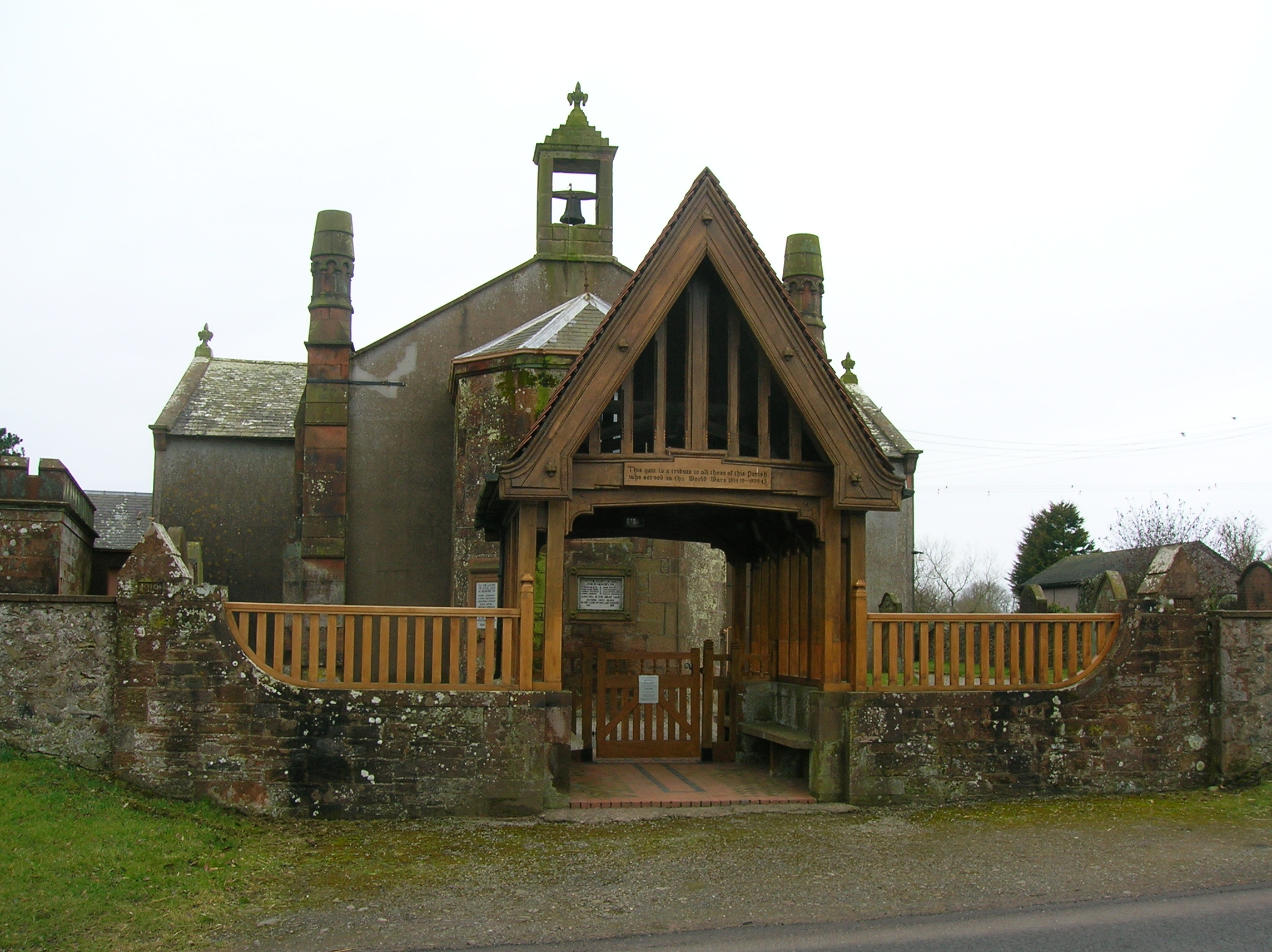
Un raro esempio di lychgate scozzese, a Cummertrees (Dumfries e Galloway)

Il nome deriva dal medio inglese lyche o leich, "cadavere" (correlato al termine lich), combinato con gate, "cancello".
Varianti di scrittura del nome sono lych gate, lych-gate, lichgate, lich gate e lich-gate.